# Imaginary Playmate
Imaginary Playmate is een Canadese thriller uit 2006 die eerst werd uitgezonden door het Amerikaanse HBO.

## Verhaal
Kort nadat Michael Driscoll, zijn dochtertje Molly en zijn nieuwe vrouw Suzanne een oud huis betrekken in een klein dorpje krijgt Molly een denkbeeldig vriendinnetje, "Candace". Michael en Suzanne denken eerst dat het een fase is die er wel uit zal groeien. Dan ontdekt Suzanne dat enkele decennia eerder een jong meisje in haar huis woonde dat door haar vader vermoord werd nadat haar moeder in het kraambed stierf bij de geboorte van haar zusje Dora. Ze begint dan ook te denken dat Candace niet zomaar een denkbeeldig vriendinnetje is, maar de geest van die vroegere Candace. Michael gelooft hier echter niets van en er komen spanningen in hun relatie; zeker als Molly door Candace bezeten wordt en in het ziekenhuis belandt en hij Suzanne hiervoor verantwoordelijk houdt. Ten slotte krijgen echter ook hij en Suzanne Candace te zien terwijl die Molly probeert ervan te overtuigen dat Suzanne haar niet graag ziet en zelfmoord te plegen. Nadat Suzanne op Molly kan inpraten mislukt dat plan en houdt Candace zich koest tot de volgende bewoners van het huis, een jong koppel met een zoontje. Hier eindigt het verhaal.

## Rolbezetting
| Acteur            | Personage        | Opmerkingen             |
| ----------------- | ---------------- | ----------------------- |
| Dina Meyer        | Suzanne Driscoll | Stiefmoeder             |
| Rick Ravanello    | Michael Driscoll | Vader                   |
| Cassandra Sawtell | Molly Driscoll   | Dochter                 |
| Kurt Evans        | dr. Rob Connelly | Lokale dokter           |
| Nancy Sivak       | dr. Barett       | Psychologe              |
| Bronwen Smith     | Julie            | Schooljuffrouw          |
| Nicole Muñoz      | Candace Brewer   | Geest                   |
| Marilyn Vance     | Dora Brewer      | Oude helderziende vrouw |

## Prijzen en nominaties
Imaginary Playmate werd genomineerd voor volgende prijs:
- Leo Awards 2007: beste muziek in een langspeeldrama voor Hal Beckett.